# Koča na Klemenči jami pod Ojstrico
Koča na Klemenči jami pod Ojstrico (1208 m) je planinska postojanka, ki leži na robu Klemenškove planine, ob vznožju severozahodnega ostenja Krofičke nad Logarsko dolino.
Prva koča je bila preurejena iz nekdanjega pastirskega stanu že leta 1954. Sedanja koča je bila zgrajena poleg nje, odprta 25. septembra 1983 v počastitev 90-letnice Slovenskega planinskega društva in 30-letnice PD Solčava, ki z njo tudi upravlja. Ob koči so številne klopce in mize, sanitarije so v bližini koče. Tukaj je tudi kegljišče in gugalnica ter leseno korito v katerega je speljana voda. Nad drvarnico je zimska soba. Pod potjo na začetku planine je še ena lesena hiška z nekaj ležišči.
S planine je lep razgled na ostenje Ojstrice in na vrhove nad Okrešljem: Brano, Tursko goro, Rinke in Mrzlo goro. V bližini, 10 minut hoje, stoji najdebelejši macesen v Sloveniji. Na višini 1,30 m ima premer 147 cm in obseg 464 cm.

## Dostop
- 1h: od Doma planincev v Logarski dolini (837 m).

## Prehod
- 3 ure 30 min do Kocbekovega doma na Korošici (1808 m), čez Škarje;

## Vzponi na vrhove
- 1 h 30 min: Strelovec (1763 m), čez Puklovc in Movznik,
- 2 h 30 min: Krofička (2083 m), zahtevna pot čez Puklovc,
- 3 h: Ojstrica (2350 m), po Kopinškovi,
- 3 h 30 min: Ojstrica, čez Škarje.